# Paesaggio con pioppi
Paesaggio con pioppi è un dipinto di Paul Cézanne. Eseguito probabilmente tra il 1885 e il 1887, è conservato nella National Gallery di Londra.

## Descrizione
Si tratta di uno degli scorci provenzali in cui Cézanne sperimenta l'utilizzo di pennellate regolari e parallele in senso diagonale e verticale per rendere le vibrazioni della luce sul fogliame. 